# Памятник гетману Мазепе и Карлу XII
Памятник гетману Мазепе и Карлу XII — совместный памятник гетману Ивану Степановичу Мазепе и шведскому королю Карлу XII, установленный 11 сентября 2008 года на вершине холма в селе Дегтярёвке Новгород-Северского района Черниговской области. Памятник установлен по инициативе председателя Национального Совета по вопросам телевидения и радиовещания Виталия Шевченко.

## История памятника
В 1998 году местными краеведами на этом месте был установлен памятный знак. В 2006 году на этом месте побывали члены Национального Совета по вопросам телевидения и радиовещания. После осмотра памятного знака Совет принял решение об установке на этом месте совместного памятника двум историческим деятелям. Памятник изготовлен на личные деньги членов Совета по вопросам телевидения и радиовещания, а местными жителями были отремонтированы подъездные пути и построена 100-метровая лестница на вершину холма.
Памятник представляет собой по форме колокол, состоящий из двух частей, разделённых на постаменте между собой: левая часть с портретом короля Швеции Карла XII, а правая — с портретом гетмана Ивана Мазепы с соответствующими надписями.
На верху каждой части установлены соответственно гербы Швеции и Украины. Внизу под контуром надпись, гласящая, что памятник посвящён встрече гетмана Мазепы с Карлом XII.
11 сентября 2008 года в присутствии представителей Министерства иностранных дел Украины, членов Национального Совета по вопросам телевидения и радиовещания, руководителей органов государственной власти, журналистов и местных жителей памятник был торжественно открыт.